# 32264 Cathjesslai
32264 Cathjesslai è un asteroide della fascia principale. Scoperto nel 2000, presenta un'orbita caratterizzata da un semiasse maggiore pari a 2,5960140 UA e da un'eccentricità di 0,1315979, inclinata di 2,98522° rispetto all'eclittica.